# Maria Gràcia Sabater i Porta
Maria Gràcia Sabater i Porta (Palafrugell, 16 d'abril de 1935) és una empresària catalana. Casada (1958) amb Benet Plaja Hostench, empresari i propietari dels Ametllers, un local musical inaugurat per la revetlla de Sant Joan de l'any 1955. Maria Gracia Sabater, Benet Plaja i Joan Vilella pensaren que mancava a Palafrugell un espai per anar a ballar i així llogaren uns terrenys a Francesc Xavier Giralt i Subirós. A la finca hi havia hagut una fàbrica de nines. El contracte era de per vida i quan deixaren el negoci es convertí en equipament municipal, tal com demanà Giralt al seu testament. Maria Gràcia va rebre el premi Peix Fregit 2008 per la seva dilatada tasca social al capdavant de la secció local de la Lliga Catalana d'Ajuda al Malalt de Càncer.